# 태왕사신기

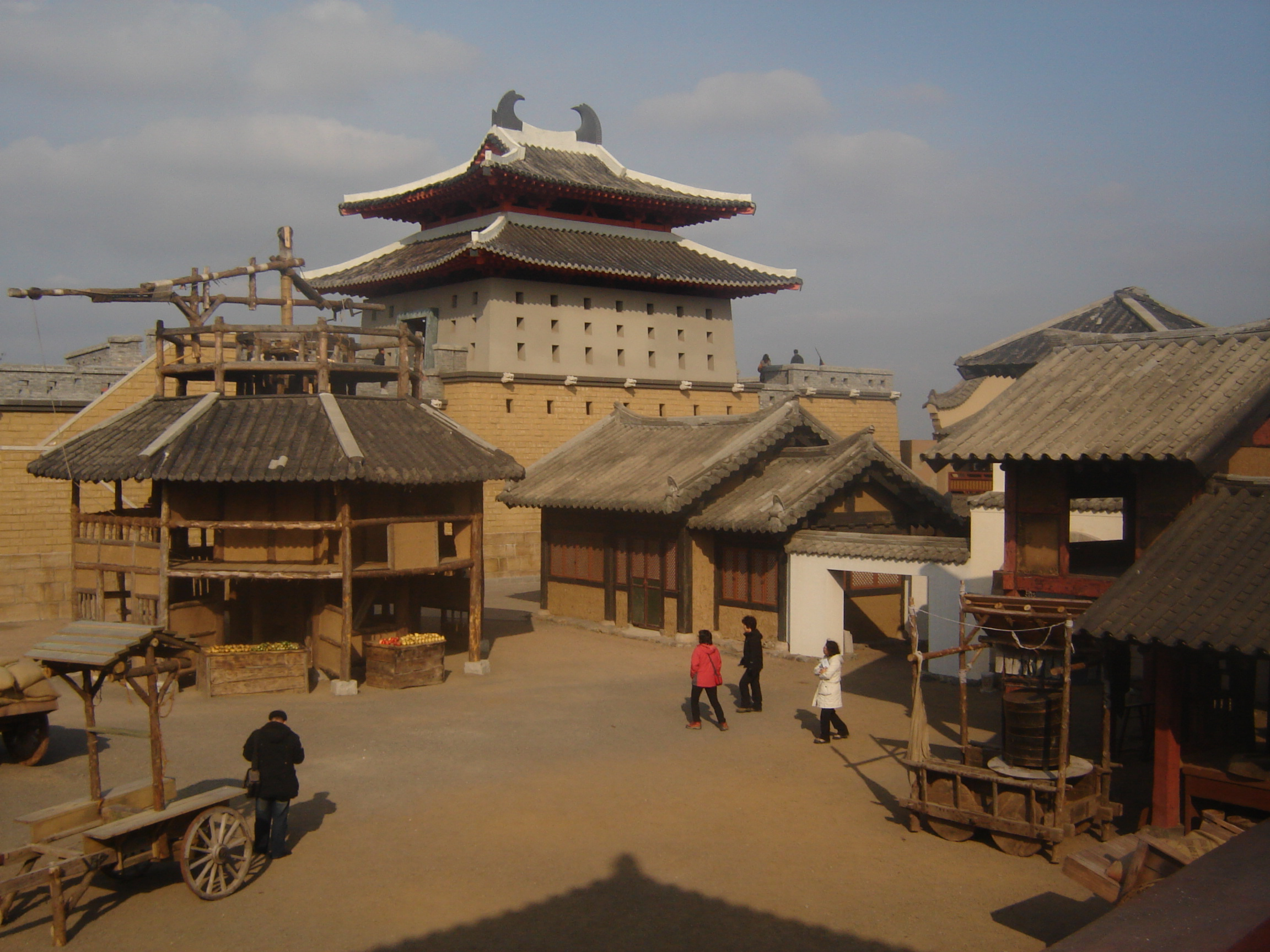
제주도의 태왕사신기 세트장

《태왕사신기》(太王四神記)는 2007년 9월 11일부터 2007년 12월 5일까지 방영된 문화방송 월화드라마로, 고구려 광개토태왕의 일대기를 모티브로 한 판타지 서사 액션 사극 드라마다.
이 드라마는 파격적으로 첫 주에는 월요일부터 수요일까지 편성을 하였는데, 방영에 앞서 2007년 9월 10일에는 〈스페셜〉이 나간 후 2007년 9월 11일에 첫 회를 방영하였다. 430억원 규모의 막대한 제작비가 투입되어, 수 많은 시청자들에게 큰 반향을 불러 일으켰다.
한편, 한국형 판타지 드라마의 새 장을 열었으나 “수출 및 머천다이징 상품 판매 등을 통해 손익 분기점을 넘을 수 있을지 모르지만 제작비 측면에서 비효율적인 부분이 있었다”는 지적 뿐만 아니라 첫 방송일이 여러 번 연기되었고, 2007년 11월 29일(23회)는 20분이나 늦게 방송되는 등 막대한 제작비와 1년이 넘는 긴 촬영기간을 가졌으면서도 시청자들과 약속을 어겼다는 점이 아쉬움으로 남았다.
아울러, 문소리 (서기하 역)가 해당 작품을 통해 드라마 데뷔를 했는데 1997년 대학 졸업 후 같은 해 11월 MBC 공채 26기 탤런트 시험에 응시했으나 탈락했다.

## 줄거리

### 배경
먼 옛날, 널리 인간을 이롭게 하고자 하늘님의 아들 환웅이 바람을 다스리는 풍백, 비를 다스리는 우사, 구름을 다스리는 운사와 함께 하늘에서 내려왔다. 그를 따르는 웅족과 불의 신녀가 다스리며 환웅을 반대하는 호족 사이에 전쟁이 일어나고, 세상은 계속되는 전쟁으로 점차 피폐해진다. 환웅은 사람들의 죽음을 슬퍼하는 웅족의 여인 새오를 안타까워해, 호족의 불의 신녀 가진이 가진 불의 힘을 빼앗아 새오에게 준다. 힘을 잃은 가진이 전쟁에서 부상을 당하고, 몸을 피한 동굴에서 환웅의 치료를 받은 그녀는 환웅에 대한 갈망이 생긴다. 그러나 자신이 가졌던 불의 힘(주작의 힘)과 환웅의 사랑을 받는 새오에 대한 질투로 그녀가 환웅의 아이를 낳는 날 아이를 납치한다. 가진은 새오의 눈 앞에서 아이를 절벽에서 떨어뜨리고 분노한 새오는 흑주작이 되어 세상을 전부 불태우려 하고, 풍백(백호), 우사(현무), 운사(청룡)로 제압하려 했으나 실패하고 결국 어쩔 수 없이 그녀를 죽이고 사신의 힘을 신물에 봉인한다.
환웅은 하늘에 주신의 별이 뜨는 날 주신의 참된 임금이 탄생할 것이라는 말을 남기고 하늘로 돌아간다.

### 역사적 사료에 기록된 중심 소재
드라마 상의 '담덕'의 모티브가 된 고구려 19대 왕인 광개토왕은 백제, 거란, 후연, 가야, 왜, 부여 등 주변 각국과 싸워 이기고 고구려의 북방 영토를 최대로 만들었다. 또한 역사적 사료에 기록된 내용 중에, 한국 최초의 연호인 '영락(永樂)'을 설정하였다.

### 내용
담덕이 네 개의 신물을 찾고 고구려의 태왕이 되는 이야기이다.

## 등장 인물

### 주인공
- 배용준 : 환웅 / 광개토왕 담덕 역 (담덕 아역 유승호)

### 주요 인물
- 문소리 : 서기하 역 (아역 김은서 → 박은빈) - 불의 신녀 가진의 환생, 수지니의 언니, 주작의 주인
- 이지아 : 수지니 역 (아역 심은경) - 새오와 주작의 현신

### 담덕의 주변 인물
- 오광록 : 현고 역 (아역 오승윤) - 현무의 현신
- 박성웅 : 주무치 역 - 말갈족의 수장, 백호의 현신
- 이필립 : 처로 역 (아역 이현우) - 관미성 성주, 청룡의 현신

### 회천회 및 연씨 집안
- 최민수 : 대장로 역
- 박성민 : 사량 역
- 박상원 : 연가려 역
- 윤태영 : 연호개 역 - (아역 김호영)

### 주변 인물
- 박정학 : 고우충 역
- 장항선 : 흑개 역
- 민지오 : 쇠두루 역
- 김미경 : 바손 역
- 백재진 : 불돌 역
- 신은정 : 달비 역
- 홍경연 : 대신관 역
- 송민형 : 조주도 역
- 우현 : 엿장수 역

### 그 외 인물
- 편보승 : 거물촌 제자 역
- 정윤석 : 아직이 역
- 김혁 : 달구 역
- 정주환 : 적환 역
- 김광영 : 감동 역

### 백제
- 양재영 : 백제 아신왕 역 - 부여아신

### 북연
- 정재곤 : 북연 초대 황제 고운 역

### 거란
- 김건호: 키타이 촌장 역
- 전진기: 아티라 역

### 특별출연
- 전성환 : 소수림왕 역
- 독고영재 : 양왕 역
- 이다희 : 각단 역
- 김선경 : 연씨 부인 역

환인 ㅡ 환웅 의 아버지
모용성 ㅡ 후연왕

## 제작진
- 기획: 조중현 (프로듀서)
- 연출: 김종학, 윤상호
- 조연출: 신용휘, 홍종찬, 장미자, 김상훈, 유대정, 송경화
- 연출부: 신지환, 김정욱, 장현원, 김현수, 신승환
- 스크립터: 안주현
- 제작프로듀서: 이영민
- 극본: 송지나 (드라마 작가)
- 미술감독: 주병도
- 음악감독: 히사이시 조
  - 주제가: 동방신기 - 〈천년연가〉
  - 삽입곡: 준서 - 〈허락〉

## 시청률
최저 시청률과 최고 시청률은 시청률 조사회사와 지역별로 시청률에 차이가 있을 수 있습니다.
| 2007년      | 2007년      | 2007년         | 2007년         | 2007년       |
| 회차        | 방송일      | TNmS 시청률    | AGB 시청률     | AGB 시청률   |
| 회차        | 방송일      | 대한민국(전국) | 대한민국(전국) | 서울(수도권) |
| ----------- | ----------- | -------------- | -------------- | ------------ |
| 스페셜      | 9월 10일    | 14.1%          | 11.3%          | 12.5%        |
| 제1회       | 9월 11일    | 20.4%          | 17.7%          | 19.1%        |
| 제2회       | 9월 12일    | 26.9%          | 23.7%          | 26.1%        |
| 제3회       | 9월 13일    | 26.9%          | 23.8%          | 25.0%        |
| 제4회       | 9월 19일    | 31.7%          | 28.2%          | 29.8%        |
| 제5회       | 9월 20일    | 31.5%          | 27.9%          | 30.5%        |
| 제6회       | 9월 26일    | 23.4%          | 22.0%          | 23.8%        |
| 제7회       | 9월 27일    | 30.9%          | 28.6%          | 30.1%        |
| 제8회       | 10월 10일   | 25.9%          | 24.5%          | 25.5%        |
| 제9회       | 10월 11일   | 28.2%          | 26.5%          | 27.0%        |
| 제10회      | 10월 17일   | 27.5%          | 24.1%          | 25.8%        |
| 제11회      | 10월 18일   | 28.3%          | 26.4%          | 27.4%        |
| 제12회      | 10월 24일   | 29.6%          | 27.4%          | 28.9%        |
| 제13회      | 10월 25일   | 29.1%          | 26.2%          | 27.6%        |
| 제14회      | 10월 31일   | 27.9%          | 26.4%          | 27.8%        |
| 제15회      | 11월 1일    | 31.9%          | 29.0%          | 30.7%        |
| 제16회      | 11월 7일    | 30.0%          | 29.1%          | 31.3%        |
| 제17회      | 11월 8일    | 30.4%          | 29.9%          | 32.1%        |
| 제18회      | 11월 14일   | 30.4%          | 28.0%          | 29.9%        |
| 제19회      | 11월 15일   | 31.6%          | 28.6%          | 30.6%        |
| 제20회      | 11월 21일   | 30.4%          | 28.0%          | 30.0%        |
| 제21회      | 11월 22일   | 32.3%          | 30.5%          | 33.1%        |
| 제22회      | 11월 28일   | 31.6%          | 29.0%          | 29.9%        |
| 제23회      | 11월 29일   | 33.0%          | 30.5%          | 33.2%        |
| 제24회      | 12월 5일    | 35.7%          | 31.9%          | 34.6%        |
| 스페셜      | 12월 6일    | 16.0%          | 14.8%          | 15.4%        |
| 평균 시청률 | 평균 시청률 | 29.4%          | 27.0%          | 28.7%        |

## 결방 사유
- 2007년 10월 3일 ~ 10월 4일 : 2007년 남북 정상 회담 편성 관계로 결방됨.

## 관련 이야기
- 2004년 9월 제작발표회 이후 《태왕사신기》의 이야기가 김진 작가의 만화 《바람의 나라》를 표절했다는 논란이 일었다. 표절로 지적된 부분은 만화의 핵심 줄거리인 4방위를 호위하는 신수가 인간의 모습으로 왕을 도와 이상향인 부도를 향해간다는 것과 드라마 속의 인물이 만화의 인물 설정과 거의 비슷하다는 것이다. 만화의 저자인 김진은 태왕사신기 제작진을 상대로 저작권 분쟁조정 신청을 냈지만, 저작권심의조정위원회는 양측의 주장이 서로 대립해 조정이 이루어질 수 없다며 조정 불성립의 견해를 밝혔다. 김진은 작가 송지나를 상대로 5000만 원의 손해배상 소송을 냈지만 2006년 7월 2일 패소했다.[5] 법원은 판결문에서 김진 작가의 <바람의 나라>에서 '사신의 의인화'에 대한 저작권을 인정하였다. 하지만 완성되지 않은 작품을 시놉시스로만 판단하긴 이르다고 하고 완성된 <태왕사신기>의 전개 중 사신의 의인화 설정이 나오면 표절이 성립될 수 있다고 말하였다.

- 역사연구모임 ‘잃어버린 한국 고대사 연구회’의 대표인 홍순주는 조선판 스타워즈《태왕사신기》가 자신이 작성한 시나리오인 〈천신의 사자 광개토대왕〉을 표절했다고 주장하며 방송사와 제작사를 상대로 고등 방송금지 가처분 신청을 냈다. 하지만, 2007년 9월 5일 서울고등법원은 둘 사이에 실질적인 유사성이 없다며 신청을 기각했다.[6]

## 수상 경력
- 2007년 MBC 연기대상 남자 인기상, 베스트커플상, 대상 배용준
- 2007년 MBC 연기대상 여자 인기상, 베스트커플상, 여자 신인상 이지아
- 2007년 MBC 연기대상 시청자가 뽑은 올해의 드라마상
- 2007년 MBC 연기대상 공로상 김종학
- 2008년 제44회 백상예술대상 TV부분 신인 여자연기상 - 이지아
- 2007년 제4회 인터내셔날 영화음악 비평가협회 TV부분 베스트 오리지날 음악상 - 히사이시 조
- 2008년 제3회 코리아드라마어워즈 한류공로상 - 배용준

## 같이 보기
- 주몽
- 바람의 나라
- 자명고
- 근초고왕
- 광개토태왕
- 연개소문
- 대조영